# Атака (фильм, 1986)
«Атака» — советская драма, снятая по мотивам повести подполковника Владимира Возовикова «Сын отца своего».

## Сюжет
После окончания танкового училища с отличием лейтенант Тимофей Ермаков выбирает местом службы Каракумы. Юношеский максимализм потомственного военного сталкивается с реальной жизнью линейного танкового полка. Прибытие Ермакова в часть происходит во время ведения боевых действий СССР в Афганистане. Гибель неизвестных Ермакову офицеров полка, не вернувшихся из командировки в ДРА, оказывает влияние на его понимание боевой подготовки вверенного ему танкового взвода на танках Т-62.
Желание Ермакова использовать в обучении личного состава взвода реалии боевых действий, а не шаблоны нормативов на полигонах и стрельбищах наталкивается на косность и непонимание командиров и начальников — от командира роты до командира дивизии. Порицает его и командующий войсками военного округа в присутствии матери Ермакова — видной журналистки. Ермаков вступает в полосу непонимания как со стороны его командиров, так и подчинённых ему бойцов взвода и даже матери, которые склонны считать методы Ермакова желанием самоутверждения, а не стремлением воспитать опытных танкистов, способных к нестандартным решениям ради достижения цели.
Параллельно у Ермакова развиваются отношения с Аннагуль — комендантом офицерского общежития, вдовой погибшего офицера-танкиста. Она, как волевая женщина, считает, что Ермаков всего лишь «заносчивый, самоуверенный лейтенантик с задатками наглеца», но вскоре проникается симпатией к молодому офицеру.
Вскоре в дивизии объявляется тревога, и танкисты маршем следуют на учения в составе сил «северных». Рота обнаруживает танковые колонны «противника». Но посредник условно «выводит из строя» командира роты в результате «бомбового удара» истребителей-бомбардировщиков. Ермаков взял на себя командование танковой ротой и проявил незаурядный талант тактика и командира, атаковав и условно уничтожив танковый батальон «противника». В это время дивизия «южных» условно применила ядерное оружие. Не имея связи с вышестоящими командирами, Ермаков продолжает выполнять поставленные задачи и случайно «сбивает» вертолёты «южных» с находящимся на одном из них командиром дивизии. В результате учения пошли не по заранее спланированному «северными» и «южными» сценарию, доказывая беспомощность догматов перед боевой выучкой, основанной на суворовских принципах Ермакова.
Рота под командованием Ермакова условной ценой собственной жизни атакует и «уничтожает» мобильные установки тактических ракет Луна-М с ядерным оружием.
Посредник на учениях, находящийся в подразделении Ермакова, вынужден остановить условный бой, который показал реальные командирские качества молодого лейтенанта. Вскоре прилетает командующий округом с матерью Ермакова, и они обнаруживают его у танка с экипажем, заснувшим от напряжения учений.

## В ролях
- Сергей Чекан — лейтенант Тимофей Ермаков, «Тимоня»
- Александр Новиков — старший лейтенант Игорь Линёв
- Василий Попов — капитан Павел Прохорович Ордынцев, командир роты
- Валерий Цветков — генерал-полковник, командующий округом
- Светлана Коновалова — Татьяна Савельева, мама Ермакова
- Николай Мерзликин — генерал-майор Барыбин, командир дивизии «южных»
- Аветисов О. — полковник Степанян, командир дивизии «северных»
- Чеботарёв В. — подполковник Юргин, командир полка
- Вячеслав Гуренков — подполковник Самотёсов, посредник на учениях
- Олег Демидов — Петриченко
- Дилором Игамбердыева — Аннагуль Агахановна
- Сергей Исавнин — сержант Коньков
- Виталий Яковлев — рядовой Зубов
- Вадим Кириленко — ефрейтор Семибратов

## Съёмочная группа
Съемки происходили в г. Казанджике в частях 58-й мотострелковой дивизии Туркестанского военного округа МО СССР.
- Автор сценария — Василий Соловьёв
- Режиссёр — Игорь Николаев
- Оператор — Вячеслав Звонилкин
- Художник — Евгений Галей

## Особенности фильма
В фильме показаны (с определённой долей условности):
- жизнь современных танкистов
- войсковые учения с активным использованием танков
- элементы тактики при использовании танков
- условное использование ядерного оружия во время учений
- действия посредников во время учений